# Robert Kane
Robert John Kane (Dublin, 24 de setembro de 1809 — Dublin, 16 de fevereiro de 1890) foi um químico irlandês.

## Juventude
Seu pai, John Kean, envolveu-se na Rebelião Irlandesa de 1798, e fugiu por certo tempo para a França, onde estudou química. De volta a Dublin, Kean (agora com o nome alterado para Kane) fundou a Kane Company, produzindo ácido sulfúrico.
O jovem Kane estudou química na fábrica de seu pai e publicou seu primeiro artigo, "Observations on the existence of chlorine in the native peroxide of manganese", em 1828. Estudou medicina no Trinity College, Dublin e farmácia em Paris. Foi professor de química na Apothecaries' Hall, Dublin, em 1831. No ano seguinte participou da fundação do Dublin Journal of Medical Science.

## Vida acadêmica
Devido a seu livro Elements of Practical Pharmacy foi eleito membro da Royal Irish Academy, em 1832. Estudou ácidos, mostrou que o hidrogênio era eletropositivo e propôs a existência do radical etil. Em 1836 viajou para Gießen na Alemanha a fim de estudar química orgânica com Justus von Liebig.
Publicou a obra em três volumes Elements of Chemistry, em 1841–1844, e um relatório detalhado sobre os recursos industriais da Irlanda. Isto  incluiu o primeiro estudo sobre o potencial hídrico do rio Shannon, que somente foi realizado na década de 1920 com a hidrelétrica de Ardnacrusha. Seu trabalho sobre a indústria irlandesa levou-o a ser indicado diretor do Museu da Indústria Irlandesa em Dublin, em 1845, e o primeiro presidente do Queen's College de Cork (atualmente University College Cork) no mesmo ano, onde um edifício foi batizado com seu nome. Recebeu o título de sir em 1846.
Tornou-se conselheiro político em questões científicas e industriais. Participou de diversas comissões durante a grande fome de 1845-1849 na Irlanda, todas mais ou menos inefetivas. Suas atividades político-administrativas significaram o fim de suas contribuições à química após 1844.
Em 1873 Kane assumiu o cargo de Comissário Nacional da Educação. Em 1880 foi indicado primeiro chanceler da recém criada Royal University of Ireland.

## Família
Seu segundo filho, Henry Coey Kane, tornou-se almirante da Marinha Real Britânica.